# Обашево
Обашево — деревня в Александровском муниципальном районе Владимирской области России, входит в состав Краснопламенского сельского поселения.

## География
Деревня расположена в 9 км на север от центра поселения посёлка Красное Пламя и в 34 км на северо-запад от города Александрова. 

## История
В конце XIX — начале XX века деревня входила в состав Вишняковской волости Переславского уезда, с 1926 года в составе Тирибровской волости Александровского уезда. В 1859 году в деревне числилось 19 дворов, в 1905 году — 23 дворов, в 1926 году — 29 дворов.
С 1929 года деревня являлась центром Обашевского сельсовета Александровского района, с 1941 года — в составе Дуденевского сельсовета Струнинского района, с 1965 года — в составе Александровского района, с 1971 года — центр Обашевского сельсовета, с 2005 года — в составе Краснопламенского сельского поселения.

## Население
| 1859 | 1905 | 1926 | 2002 | 2010 | 2021 |
| ---- | ---- | ---- | ---- | ---- | ---- |
| 110  | ↗138 | ↗176 | ↗209 | ↘202 | ↘182 |

## Инфраструктура
В деревне имеются фельдшерско-акушерский пункт, отделение федеральной почтовой связи. 